# Bryohumbertia subcomosa
Bryohumbertia subcomosa là một loài Rêu trong họ Dicranaceae. Loài này được (Dixon) J.-P. Frahm mô tả khoa học đầu tiên năm 1989.